# 乌图赫加尔
乌图赫加尔（英語：Utu-hengal），（约公元前2123年—约公元前2113年在位）乌鲁克国王。他击败游牧民族古提人，成为乌鲁克第五王朝的建立者。后败于乌尔纳姆。